# Pla Director d'Infraestructures
El Pla Director d'Infraestructures (PDI) és un instrument de planificació de l'Autoritat del Transport Metropolità (ATM Àrea de Barcelona) on es recullen totes les actuacions en infraestructura de transport públic a l'àmbit de la Regió Metropolitana de Barcelona, amb independència de l'administració i l'operador que l'explota. Disposa de diversos programes i actuacions: programa d'ampliació de xarxa, programa d'intercanviadors, programa de modernització i millora i actuacions a la xarxa ferroviària estatal.
Actualment es troba vigent el Pla Director d'Infraestructures pel període 2021-2030.

## Antecedents
El PDI no és el primer instrument de planificació d'actuacions d'infraestructures. Pel que fa a infraestructures ferroviàries metropolitanes el primer pla general del metro de Barcelona data del 1963 amb el Pla d'Urgència de 1963 de la Coordinadora del Transport de Barcelona. El primer pla que té en compte les línies de RENFE i de suburbans com a complementaris és el Pla de Metros de 1974.
El 1997 es crea l'Autoritat del Transport Metropolità, aglutinant diferents administracions responsables i s'inicia el planejament de forma més global integrant les línies de Renfe, FGC, TMB (FMB i Bus).
Planificacions existents:
- Pla d'Urgència de 1963
- Pla de Metros de 1966
- Pla de Metros de 1971
- Pla de Metros de 1974
- Pla de Metros de 1984
- Pla Intermodal de Transport de 1996
- Pla Director d'Infraestructures 2001-2010
- Avanç del Pla Director d'Infraestructures 2009-2018
- Pla Director d'Infraestructures 2011-2020
- Pla Director d'Infraestructures 2021-2030

## PDI 2001-2010
Ampliació de la xarxa de Metro, FGC i Tramvia:
| Fitxa | Línia                                   | Tram                                                 | Noves estacions              |
| ----- | --------------------------------------- | ---------------------------------------------------- | ---------------------------- |
| AX01  |                                         | Hospital de Bellvitge - El Prat Estació              | 1 Estació                    |
| AX02  |                                         | Fondo - Badalona Pompeu Fabra                        | 4 estacions                  |
| AX03  |                                         | Sant Antoni - Parc Logístic                          | 6 estacions                  |
| AX04  |                                         | Pep Ventura - Badalona Pompeu Fabra - Can Ruti       | 1/5 estació                  |
| AX05  |                                         | Canyelles - Trinitat Vella                           | 3 estacions                  |
| AX06  |                                         | La Pau - Sagrera-TAV                                 | 2 estacions                  |
| AX07  |                                         | Horta - Vall d'Hebron                                | 3 estacions                  |
| AX08  |                                         | Aeroport - Parc Logístic                             | 11 estacions                 |
| AX09  |                                         | Parc Logístic / Polígon Pratenc - Zona Universitària | 17 estacions                 |
| AX10  |                                         | Zona Universitària - la Sagrera                      | 12 estacions                 |
| AX11  |                                         | La Sagrera - Can Zam / Gorg                          | 12 estacions                 |
| AX12a | Tramvia del Baix Llobregat              |                                                      | 29 estacions                 |
| AX12b | Tramvia del Besòs                       |                                                      | 27 estacions                 |
| AX13  |                                         | Pl. Espanya - Francesc Macià - Gràcia                | 3 estacions                  |
| AX14  | LBV                                     | Terrassa Rambla - Can Roca                           | 3 estacions                  |
| AX15  | LBV                                     | Sabadell Can Feu - Ca n'Oriac                        | 4 estacions                  |
| AX16  | Aeri Olesa de Montserrat - Esparreguera | Aeri Olesa de Montserrat - Esparreguera              | 2 estacions                  |
| AX17  |                                         | Sarrià - Platja de Castelldefels                     | substituït per AX17a i AX17b |
| AX17a |                                         | Zona Universitària - Sant Feliu de Llobregat         | 9 estacions                  |
| AX17b |                                         | Reina Elisenda - Finestrelles                        | 3 estacions                  |
| AX18  |                                         | Trinitat Nova - Can Cuiàs                            | 5 estacions                  |

## Avanç del PDI 2009-2018

### Ampliació de la xarxa
| Fitxa | Línia | Tram                                                                 | Noves estacions |
| ----- | ----- | -------------------------------------------------------------------- | --------------- |
| AX01  |       | Hospital de Bellvitge - el Prat                                      | 1 estació       |
| AX02  |       | Fondo - Badalona Estació                                             | 5 estacions     |
| AX03  |       | Sant Antoni - Parc Logístic                                          | 6 estacions     |
| AX04  |       | Badalona Pompeu Fabra - Can Ruti                                     | 5 estació       |
| AX05  |       | Trinitat Nova - Trinitat Vella                                       | 1 estacions     |
| AX06  |       | La Pau - Sagrera-TAV                                                 | 2 estacions     |
| AX07  |       | Horta - Vall d'Hebron                                                | 3 estacions     |
| AX08  |       | Aeroport - Parc Logístic                                             | 11 estacions    |
| AX09  |       | Parc Logístic / Polígon Pratenc - Zona Universitària                 | 17 estacions    |
| AX10  |       | Zona Universitària - la Sagrera                                      | 12 estacions    |
| AX11  |       | La Sagrera - Can Zam / Gorg                                          | 12 estacions    |
| AX12  |       | Zona Universitària - Sant Feliu de Llobregat                         | 9 estacions     |
| AX13  |       | Plaça Espanya - Besòs Parc                                           | 10 estacions    |
| AX14  | LBV   | Terrassa Rambla - Can Roca                                           | 3 estacions     |
| AX15  | LBV   | Sabadell Can Feu - Ca n'Oriac                                        | 4 estacions     |
| AX16  | LBV   | Ca n'Oriac - Castellar del Vallès                                    | 2 estacions     |
| AX17  |       | Reina Elisenda - Finestrelles                                        | 3 estacions     |
| AX18  |       | Nova línia Poblenou-UAB                                              | 8 estacions     |
| AX19  | LBV   | Cua de maniobres de Plaça Catalunya                                  | 0 estacions     |
| AX20  | LLA   | Variant de la línia Llobregat - Anoia al Polígon de SEAT (Martorell) | 1 estació       |
| XT01  |       | Cornellà - Sant Boi                                                  | 6 parades       |
| XT02  |       | Sant Feliu - Quatre Camins                                           | 12 parades      |
| XT03  |       | Ciutadella - WTC                                                     | 4 parades       |
| XT04  |       | Sant Adrià - Port de Badalona                                        | 2 parades       |
| XT05  |       | Torribera - Sant Adrià                                               | 10/12 parades   |
| XT06  |       | Nova línia UAB Cerdanyola - Montcada                                 | 21 parades      |
| XT07  |       | Connexió Tramvia Diagonal                                            | 5/6 parades     |

### Modernització i millora
Bus
- Estació de Sants
- Estació de la Sagrera
- Cornellà
- Carril VAO C-58, B-23, C-32, C-31, C-245, Eix de Caldes, entre d'altres

### Intercanviadors
- Plaça Catalunya
- Zona Universitària
- Ernest Lluch
- Ribera Salines
- Volpelleres
- Arc de Triomf
- Sagrera | TAV

### Xarxa estatal
- Línia Orbital
- Línia interior Montgat - Mataró
- Variant de Mataró
- Variant de Badalona
- Duplicació La Garriga - Vic
- Tercera via Sabadell Sud - Cerdanyola del Vallès
- Soterrament i nova estació de Sitges
- Soterrament i nova estació de Vilanova i la Geltrú
- Nova estació a Serguerar i Santa Perpètua
- Integració de la línia de Vilanova a L'Hospitalet de Llobregat
- Nou intercanviador Polígon Santiga

## PDI 2011-2020
Ampliació de la xarxa de Metro, FGC i Tramvia:
| Fitxa | Línia | Tram                                        | Noves estacions |
| ----- | ----- | ------------------------------------------- | --------------- |
| AX01  |       | Hospital de Bellvitge - El Prat Estació     | 1 estació       |
| AX02  |       | Fondo - Badalona Estació                    | 5 estacions     |
| AX03  |       | Sant Antoni - Parc Logístic                 | 6 estacions     |
| AX04  |       | Zona Universitària - Sant Feliu Centre      | 9 estacions     |
| AX05  |       | Trinitat Nova - Trinitat Vella              | 1 estació       |
| AX06  |       | La Pau - Sagrera-TAV                        | 2 estacions     |
| AX07  |       | Zona Universitària - Aeroport / Zona Franca | 28 estacions    |
| AX08  |       | Zona Universitària - la Sagrera             | 12 estacions    |
| AX09  |       | Pl. Espanya - Gràcia                        | 3 estacions     |
| AX10  | LBV   | Terrassa Rambla - Terrassa Nacions Unides   | 3 estacions     |
| AX11  | LBV   | Sabadell Can Feu - Ca n'Oriac               | 4 estacions     |
| AX12  |       | Reina Elisenda - Finestrelles               | 3 estacions     |
| AX13  |       | Perllongament del Vallès                    | 8 estacions     |
| XT01  |       | Connexió Tramvia Diagonal                   | 5/6 parades     |
| XT01  |       | Ciutadella - WTC                            | 4 parades       |
| XT01  |       | Glòries - Urquinaona                        |                 |
| XT02  |       | Pas per Laureà Miró                         | 2 parades       |
| XT03  |       | Sant Feliu - Quatre Camins                  | 12 parades      |
| XT04  |       | Sant Adrià - Port de Badalona               | 2 parades       |
| XT05  |       | Nova línia UAB Cerdanyola - Montcada        | 21 parades      |